# 사이이드 무함마드 자파르
사이이드 무함마드 자파르 삽트 아바스(아랍어: سيد محمد جعفر سبت عباس, Sayed Mohammed Jaffer Sabt Abbas, 1985년 8월 25일~)는 바레인의 축구 선수로 포지션은 골키퍼이다. 현재 바레인 프리미어리그의 클럽인 알무하라크 SC에서 뛰고 있다.

## 같이 보기
- A매치 100경기 이상 출전한 축구 선수 명단